# Joseph von Koss
Joseph Albrecht Friederich Christoph von Koss (født 4. marts 1787 i Christiania, død 18. januar 1858 i Hamborg) var en dansk diplomat.

## Karriere
Forældrene var justitiarius ved Hofretten i Christiania, etatsråd Peter Tønder von Koss (1755-1793) og Hippolyta Christine f. Rye (1760-1823). Koss, der blev student fra Herlufsholm 1804 og juridisk kandidat 1807, trådte 1812 i udenrigsdepartementets tjeneste og ansattes først som legationssekretær i Kassel, hvor han forblev til 1814. I de følgende 2 år blev han dels anvendt til flere kurersendelser, dels var han sammen med baron Friedrich von Pechlin og Mathias Friis von Irgens-Bergh attacheret de danske befuldmægtigede ved fredskongressen i Wien, hvor han i 1816 blev ansat som legationssekretær og forblev til 1828, da han i samme egenskab forflyttedes til Paris. 1836 blev Koss udnævnt til kongelig dansk gesandt i sidstnævnte by, hvor han flere gange havde fungeret som chargé d'affaires og i julidagene 1830 skal have vundet kong Ludvig Philips gunst. 1842 afsluttede han på regeringens vegne en handels- og skibsfartstraktat med Frankrig og året efter en lignende traktat med Sardinien. 19. maj 1815 blev han Ridder af Dannebrog, 13. januar 1821 blev han kammerherre, 1. november 1828 Dannebrogsmand og 28. oktober 1836 Kommandør af Dannebrog. Han bar også to udenlandske ordener: Storkors af Sankt Mauritius' og Sankt Lazarus' Orden og Ridder af Leopoldsordenen (Østrig).

## Gældsproblemer og afsked
Koss var sikkert ikke uden dygtighed og skal have været en tjenstivrig embedsmand, men han synes ikke at have været yndet af sin samtid, hvad der måske til en vis grad kan forklares derved, at han vistnok
stadig har været i pengeforlegenhed, en tilstand, han søgte at afhjælpe ved spekulationer og projekter, der sikkert kun have bragt ham i dybere gæld og førte ham til at knytte uheldige forbindelser; på den anden side bør erindres, at han næppe har haft personlig formue, og at han har manglet økonomisk sans, samt at de godser i Spanien, som hans hustru, Marie Adèle Charlotte (Caroline) f. Canales Oglou Casseman (se nedenfor), besad, i virkeligheden ikke synes at have givet noget udbytte. I sommeren 1845 antog Koss' gæld en sådan karakter og omfang, at regeringen nødtes til at skride ind, og Koss blev da opfordret til at forlade sin post med orlov og at overgive afviklingen af sine pekuniære forhold til to af regeringen udvalgte kommissærer. Koss blev rappelleret (tilbagekaldt) i december 1845 og modtog derefter en understøttelse fra udenrigsdepartementet, medens hans gage blev inddraget til erstatning for de forpligtelser, statskassen mente at burde overtage for ham; fra begyndelsen af 1847 blev forholdet endelig ordnet således, at Koss blev indstillet til en pension på 3.000 rigsdaler, hvoraf dog Christian VIII resolverede, at en tredjedel skulle tilbageholdes til årlig afbetaling på statens yderligere krav. Efter sin afskedigelse synes Koss så at sige altid at have opholdt sig i udlandet; vinteren tilbragte han i de senere år af sit liv i Hamborg, og her døde han pludselig 18. januar 1858.

## Ægteskab
Koss' hustru, der var af orientalsk herkomst og meget smuk, blev født i Eyx ved Verdun 15. december 1797 som datter af Charles Maria Canales Oglou og Claudine f. Collignan. Hun henlevede sine sidste år på ejendommen Bourdeland ved Villefranche-sur-Saône og døde først 13. december 1884. Før hun 20. februar 1838 i Meudon ægtede Koss, havde hun været gift to gange; nemlig 1. gang med Jules Dominique marquis d'Assareto og 2. gang med Louis Philibert comte Giaime de Prolognan.